# 美國駐沖繩總領事館
美國駐沖繩總領事館（日语：在沖縄米国総領事館），亦稱美國驻那霸總領事館，是位于日本冲绳县的美國駐外機構。之所以称作驻冲绳总领事馆，是因为馆址不在那霸而在浦添市境内。